# Jodi Rell
Mary Jodi Rell, née Mary Carolyn Reavis le 15 novembre 1946 à Norfolk (Virginie) et morte le 20 novembre 2024 en Floride, est une femme politique américaine qui est gouverneure républicaine de l'État du Connecticut de 2004 à 2011.
Elle était auparavant lieutenant-gouverneure, jusqu'à la démission du gouverneur John G. Rowland, impliqué dans une enquête judiciaire pour corruption. En outre, elle est la seconde femme gouverneur de l'histoire du Connecticut, après Ella T. Grasso entre 1975 et 1980.

## Biographie
Jodi Rell est élue à la Chambre des représentants de l'État sous les couleurs républicaines entre 1984 et 1994, année où elle est élue au poste de lieutenant-gouverneur. Elle reçoit des doctorats honorifiques en droit de l'université de Hartford en 2001 et de l'université de New Haven en 2004. En 2015, elle reçoit un doctorat honorifique en lettres humaines de la Western Connecticut State University. Au début de sa carrière, elle donne des cours particuliers et effectue des remplacements dans les écoles publiques de Hartford.
Réélue en 1998 et 2002, elle devient gouverneure le 1er juillet 2004, après la démission du gouverneur républicain John G. Rowland.
Républicaine libérale, elle signe et promulgue le 20 avril 2005 la loi instituant l'union civile pour les couples homosexuels et définissant par ailleurs le mariage comme la seule union possible entre un homme et une femme.
Avec une popularité de 80 % d'avis favorable en 2006, elle se place en bonne position pour se présenter pour un mandat complet de gouverneur. Le 27 décembre 2004, Jodi Rell avait annoncé qu'elle était atteinte d'un cancer et qu'elle était sous traitement.
Pourtant, elle guérit et en décembre 2005, elle devient le gouverneur le plus populaire du pays avec un taux d'approbation de 77 % (sondage SurveyUSA portant sur 600 résidents de chaque État réalisé du 9 au 11 décembre 2005. Marge d'erreur de 4 %).
En novembre 2006, Jodi Rell est élue pour un mandat complet de gouverneur avec 63 % des voix contre 35 % à son concurrent démocrate, John DeStefano Jr. (en).
En mai 2008, Jodi Rell oppose son veto à un projet de loi visant à augmenter le salaire minimum dans l'État du Connecticut. Le Parlement vote avec succès pour annuler le veto de Rell en juin 2008.
Jodi Rell meurt le 20 novembre 2024 dans un hôpital de Floride des suites d'une courte maladie, à l'âge de 78 ans.